# 和平路 (巴黎)

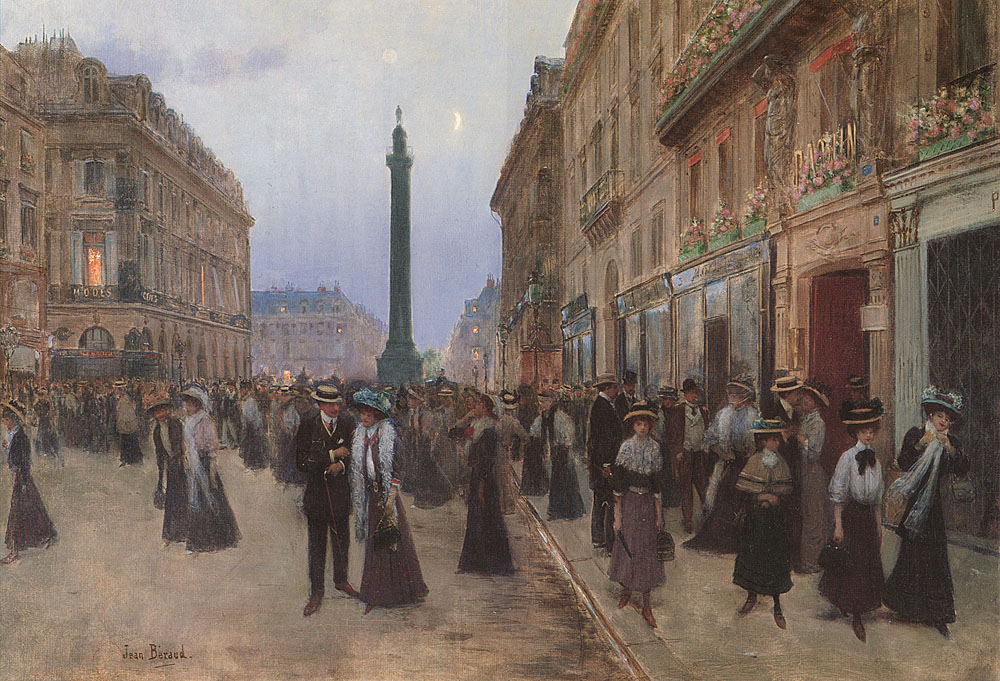
和平路

和平路（Rue de la Paix）是法国巴黎的一条街道，位于巴黎第二区，虽然具有历史的外观，但却是世界上最时尚的购物街之一，尤以珠宝店著称，为首的一家是1898年开设在和平路13号的卡地亚。查尔斯·沃思第一个在和平路开设了时装店。
和平路是根据拿破仑一世的命令，开辟于1806年，南起旺多姆广场，北到巴黎歌剧院，拆除了古代的嘉布遣会修道院。这是拿破仑在巴黎右岸心脏地区兴建的工程之一，那些工程都通往尚待开发的西郊或北部。
这条路最初名为“拿破仑路”（Rue Napoléon），在波旁王朝复辟期间，改名为和平路，以庆祝1815年和约的签订。 
在大富翁游戏的法国版本中，和平路是最昂贵的街道。
48°52′8.87″N 2°19′52.06″E / 48.8691306°N 2.3311278°E